# Dysstroma rotundatefasciata
Dysstroma rotundatefasciata là một loài bướm đêm trong họ Geometridae.